# Bet-at-home.com
bet-at-home.com AG je evropska kompanija za onlajn kockanje i sportsko klađenje koja je osnovana 1999. godine.
Njihova paleta proizvoda uključuje sportsku kladionicu, kazino igre, kazino uživo, vegas, virtuale i poker.

## Istorija korporacije
Bet-at-home.com osnovali su Johen Dikinger i Franc Omer u decembru1999, u Velsu, Gornja Austrija. U martu 2000. www.bet-at-home.com je postavljen na internet. U početku je posao svoje aktivnosti usmerio isključivo na internetsko sportsko klađenje. Dva meseca nakon pokretanja veb stranice, pokrenuta je usluga Livescore, www.livescore.cc, što je dovelo do ponovnog pokretanja veb stranice bet-at-home.com 2002. godine. Pokretanjem novog internetskog kazina u januaru 2005 , veb stranica je ponovno redizajnirana. Sledeće godine (2006) bet-at-home.com je pokrenuo svoju poker platformu. 2008. godine paleta proizvoda proširila se ponovnim pokretanjem novog internetskog kazina. Ubrzo kasnije, u junu 2009, bet-at-home.com lansirao je svoju novu liniju proizvoda Igre. Od septembra iste godine klađenje uživo se nudi na raznim sportskim događajima. Osnovano 1999. godine kao društvo s ograničenom odgovornošću, u maju 2004. godine nakon uvećavanj kapitalnih ulaganja bet-at-home.com transformirao se u dioničarsko društvo.
U decembru iste godine korporacija je uvrštena na berzu. Sledila su dalja povećanja kapitala u sledećim godinama. Između 2006. i 2009. korporacija je imala 60% udio u Racebets GmbH. bet-at-home.com AG dio je “BetClic Everest SAS Group”, koja je jedna od vodećih francuskih kompanija u industriji internetskih igara i kladionica i koja je većinu glasova dobila u aprilu 2009. Dionice bet-at-home.com AG uvrštene su na Berzu u Frankurtu, Xetra. 2012. godine došlo je do promene s otvorenog tržišta na ulazni standard frankfurtske berze. 31. oktobra 2012. suosnivač Johen Dikinger odustao je od mesta izvršnog direktora, a nasledio ga je Michael Kutamber. U avgustu 2013. nova veb stranica je postavljena na internet; drugo ponovno pokretanje u istoriji kompanije s ponudama na www.bet-at-home.com. U decembru 2013. pokrenuta je mobilna verzija veb stranice. U 2015. kompanija je proširila asortiman proizvoda za Virtual. Kompanija je odobrena od strane regulisanog tržišta na Frankfurtskoj berzi u avgustu 2016. Odobren je prijem u segment “Prime Standard”. Dana 3. februara 2017. godine, dionice su primljene u SDAX.
U februaru 2017. u poker softver dodate su kazino igre. U januaru 2017. grupa proizvoda “Igre” zamenjena je sekcijom “Vegas” i predstavljena je aplikacija kazina. U junu 2018. predstavljena je aplikacija Sport. Pokretanjem esports kanala u septembru 2018. kompanija je dodala novi proizvod.

## Struktura korporacije
bet-at-home.com AG ima sedište u Düsseldorfu i deluje kao holding kompanija i odgovoran je za uvrštavanje dionica bet-at-home.com. Kompanija drži 100% bet-at-home.com Entertainment GmbH. Kancelarija kompanije u Lincu prvenstveno je odgovorna za kontinuirani prenos tehnologije unutar kompanije i interno razvijeni softver. Aktivnosti na Malti odvijaju se pod bet-at-home.com Holding Ltd, a njegove podružnice u stopostotnom vlasništvu poseduju malteške dozvole za igre na sreću za kazino, poker i sportsko klađenje koje je izdala Malta Gaming Authority (MGA).

## Istorija proizvoda

### Sportsko klađenje
Sportska kladionica je osnovna delatnost bet-at-home. Kompanija je 2000. godine lansirala svoju prvu sportsku ponudu na www.bet-at-home.com. U fiskalnoj godini 2020. (do decembra 2020) ponuda za klađenje obuhvaćala je više od 606 000 događaja za više od 50 različitih sportova i 114 000 događaja uživo. bet-at-home je brzo krenuo u lansiranje eSporta kao nove kategorije sportskog klađenja.
U 2020. godini bruto dobit sportske kladionice bet-at-home.com iznosio je 52,5 miliona evra.

### Kazino
bet-at-home.com putem jedne od svojih podružnica ima maltešku licencu za igre na sreću koja im daje pravo upravljanja onlajn kazinom. Nakon lansiranja asortimana njihe sportske kladionice, drugi glavni proizvod, bet-at-home.com kazino pokrenut je 2005. godine.

### Poker
Online poker je igra za više igrača, gde igrači pokera igraju uživo jedni protiv drugih za virtuelnim poker stolovima. Zbog jedne od podružnica bet-at-home.com AG je takođe deo onlajn poker mreže.

### Virtual
U aprilu 2015. u ponudu su dodate virtualne opklade. Ovaj proizvod govori o virtuelnoj simulaciji različitih sportova. Trenutno (od decembra 2020) moguće je kladiti se na fudbal, tenis, trke pasa, košarku i konjske trke.
U 2020. bruto dobit onlajn igara bet-at-home.com (kazino, poker, igre, virtuelne) iznosio je 74,4 miliona evra.